# Belsy & Florian
Belsy & Florian è stato un duo schlager, composto dal cantante tedesco Florian Fesl e dalla cantante altoatesina Belsy, attivo dal 2010 al 2014.

## Storia
Belsy e Fesl sono stati sentimentalmente legati a partire dal 2009.
Nel 2010 hanno partecipato in coppia, vincendo, all'ultima edizione del Grand Prix der Volksmusik, dove hanno rappresentato la Germania.
Da allora la coppia è diventata un duo, ed ha pubblicato quattro album tra il 2010 ed il 2014.
Nell'agosto del 2014, con un comunicato sulla loro pagina Facebook, resero nota tanto la fine della relazione che lo scioglimento del gruppo. Florian Fesl riprese la sua carriera da solista, mentre Belsy, come già annunciato qualche tempo prima, si ritirò dalle scene per occuparsi dell'albergo di famiglia.

## Discografia
- 2010: I hab di gern
- 2010: Weihnacht im Herzen
- 2011: Wie ein schöner Traum
- 2013: Wo die Liebe hinfällt

## Riconoscimenti
- Disco d'oro in Austria per l'album I hab di gern[7]